# Цераховка
Цераховка (блр. Церахо́ўка; рус. Тереховка) насељено је место са административним статусом варошице (городской посёлок) на крајњем југоистоку Републике Белорусије. Административно припада Добрушком рејону Гомељске области.

## Географија
Варошица се налази у јужном делу Добрушког рејона и лежи на левој обали реке Вуц (слино подручје реке Сож). Удаљена је око 39 км југоисточно од административног центра области града Гомеља, односно око 30 км јужно од града Добруша. 
Јужно од насеља пролази железничка пруга на линији Гомељ—Бахмач (УКР).
Око 27 км југоисточно од Цераховке налази се тромеђа Украјине, Русије и Белорусије. 

## Историја
Цераховка 1927. постаје центар истоименог рејона у саставу Белоруске ССР и остаје рејонски центар све до 1962. када је Цераховски рејон укинут и присаједињен Добрушком рејону. 
Административни статус варошице има од 1938. године. 

## Демографија
Према подацима са пописа становништва 2009. у насељу је живело свега 1.840 становника.